# Paravaejovis diazi
Espèce
Synonymes
- Vaejovis diazi Williams, 1970
- Hoffmannius diazi (Williams, 1970)
- Vaejovis diazi transmontanus Williams, 1970
- Hoffmannius diazi transmontanus (Williams, 1970)

Paravaejovis diazi est une espèce de scorpions de la famille des Vaejovidae.

## Distribution
Cette espèce est endémique de Basse-Californie du Sud au Mexique.

## Description
Le mâle holotype mesure 42,5 mm et la femelle paratype 41,6 mm.

## Systématique et taxinomie
Cette espèce a été décrite sous le protonyme Vaejovis diazi par Williams en 1970. Elle est placée dans le genre Hoffmannius par Soleglad et Fet en 2008 puis dans le genre Paravaejovis par González Santillán et Prendini en 2013 qui dans le même temps placent  Vaejovis diazi transmontanus en synonymie.

## Étymologie
Cette espèce est nommée en l'honneur d'Alfonso Díaz–Nájera.

## Publication originale
- Williams, 1970 : « Scorpion fauna of Baja California, Mexico: Eleven new species of Vejovis (Scorpionida: Vejovidae). » Proceedings of the California Academy of Sciences, sér. 4, vol. 37, p. 275-331 (texte intégral).